# T. Rowe Price
T. Rowe Price Group, Inc. är ett amerikanskt multinationellt investmentbolag som har verksamheter på fyra kontinenter, Asien, Europa, Nordamerika och Oceanien. De förvaltade ett kapital på $1,044 biljoner den 30 juni 2018.
Företaget grundades 1937 av Thomas Rowe Price Jr.
De har 6 936 anställda och huvudkontoret ligger i Baltimore i Maryland.

## Närvaro
De har närvaro på följande platser världen över.
| Asien: - Dubai, Förenade Arabemiraten - Hongkong, Kina - Singapore - Tokyo, Japan | Europa: - Amsterdam, Nederländerna - Frankfurt, Tyskland - Köpenhamn, Danmark - London, England, Storbritannien - Luxemburg, Luxemburg - Madrid, Spanien - Milano, Italien - Stockholm, Sverige - Zürich, Schweiz | Nordamerika: - Baltimore, Maryland, USA - Colorado Springs, Colorado, USA - New York, New York, USA - Owings Mills, Maryland, USA - Philadelphia, Pennsylvania, USA - San Francisco, Kalifornien, USA - Tampa, Florida, USA - Toronto, Ontario, Kanada | Oceanien: - Melbourne, Australien - Sydney, Australien |